# Кайюм, Аамир
Аамир Кайюм (урду عامر قیوم‎) — пакистанский серийный убийца, жертвами которого стали 14 бездомных человек. За характерный почерк — использование в качестве орудия убийств кирпичей или камней, — получил прозвище «Кирпичный убийца» (англ. The Brick Killer).

## Биография
Аамир Кайюм родился в 1981 году. Уже в ранние годы проявлял склонность к насилию, в том числе по отношению к близким. В конечном счёте родители бросили Аамира, и мальчика взял на воспитание дядя по материнской линии, доктор Шахид. В 2003 году Шахида и его друга, инспектора полиции Ходжу Ризвана, убили неизвестные; хотя подозревемый вскоре был арестован и скончался при подозрительных обстоятельствах, гибель дяди вызвала у Кайюма желание отомстить обществу.
Образования у Кайюма не было; он не закончил даже школу, поскольку был исключён из неё за плохое поведение. На жизнь зарабатывал мойкой машин. Кайюм рано пристрастился к наркотикам и ещё до серии убийств имел приводы в полицию.
Убивать начал в июне 2005 года. Всеми жертвами были бездомные; причём нападал Кайюм исключительно на спавших людей, разбивая им головы либо кирпичами, либо огромными камнями весом до 35 килограмм. Чтобы затруднить опознание жертв, Кайюм забирал их личные вещи.
Известны обстоятельства, при которых Кайюм был задержан. Поздним вечером 18 июля, на пути к Объединённой христианской больнице Лахора, он заметил спавшего на пешеходной дорожке человека; Кайюм попытался ударить жертву большим камнем, однако не смог этого сделать, поскольку камень оказался прикован цепью. Оставив попытки убить мужчину, Кайюм пошёл в сторону района Насирабад, где около двух часов ночи напал на другого спавшего человека; на этот раз жертва погибла. Позже, в районе Ранг Махал, Кайюм попытался забить камнем мужчину по имени Иштиак. Свидетелем нападения стал охранник Абдул Вакил Хан, поднявший шум и попытавшийся схватить Кайюма. Убийца смог вырваться и сбежать, и вместе с подоспевшими полицейскими Вакил Хан пустился за Кайюмом в погоню. Задержал Кайюма один из местных жителей, услышавший крики полицейских о помощи. Пострадавший Иштиак был доставлен в больницу в тяжёлом состоянии, но выжил.
Всего Кайюм оказался причастен к 16 нападениям, 14 из которых закончились гибелью жертв; впрочем, Кайюму приписывали смерть ещё 12 человек. Вину Кайюм полностью признал, во время следствия и на суде был спокоен, раскаяния не испытывал. На вопрос, почему Кайюм лишал жертв жизни именно кирпичами и камнями, убийца ответил: «Зачем тратить деньги на оружие, если его можно найти прямо на дороге?».
10 мая 2006 года Лахорский антитеррористический суд приговорил Кайюма к смертной казни; был ли приговор исполнен, неизвестно.